# Ludwig Carl Christian Buff
Ludwig Carl Christian Buff (* 5. März 1787 in Battenberg; † 2. September 1859 in Osnabrück) war zuletzt Kgl. Preuß. Oberbergrat und Direktor des Bergamtes Ibbenbüren.

## Leben und Wirken
Ludwig Carl Christian Buff wurde am 5. März 1787 als Sohn des Justizamtmannes Heinrich Paul Buff und seiner Ehefrau Maria Sophia Salome Buff, geb. Hess, in Battenberg geboren. Er studierte in Gießen und in Heidelberg.
1811 wird Buff als Bergmeister in Eslohe, ab 1823 als Bergmeister in Meschede erwähnt. Danach (1834) war er Bergmeister in Siegen. Da einige Bereisungsberichte des Bergmeisters Buff im Zweiten Weltkrieg verloren gingen sind genauere Angaben nicht möglich.
1836 wird Buff zum Direktor des Tecklenburg-Lingensche Bergamtes zu Ibbenbüren bestellt. Zum 31. Oktober 1839 wird Bergmeister Buff zum Bergrat ernannt.
1842 wird Bergrat Buff der Rote Adlerorden 4. Klasse verliehen. Fünf Jahre später, 1847, wird er zum Oberbergrat befördert. Zum 1. Oktober 1856 wird Buff auf eigenem Antrag pensioniert. Gleichzeitig wird ihm der Rote Adlerorden 3. Klasse verliehen.
Als Bergmeister machte sich Buff um den Ramsbecker Bergbau verdient. Er fasste um 1815 die vielen Einzelbesitze zur sogenannten „Ramsbecker Gewerkschaft“ zusammen. Während seiner Zeit als Bergamtsdirektor in Ibbenbüren war er auch für die dortigen staatlichen Kohlengruben verantwortlich.

## Familie
Er heiratete am 18. November 1819 in Bremen Maria Elisabeth Schröder (* 9. Mai 1796 in Bremen; † 26. Juli 1863 in Osnabrück). Aus dieser Ehe gingen folgende Kinder hervor:
1. Carl Friedrich Christian Buff (* 1820 in Ibbenbüren; † 1891 in Bremen), Kaufmann sowie mehrmals Senator und Bürgermeister der Stadt Bremen
2. Adolph Ernst Wilhelm Buff (* 27. November 1822 in Meschede; † 3. Januar 1880), Kaufmann und Zigarren-Fabrikant
3. Johanne Marie Henriette Buff (* 30. Januar 1825 in Meschede; † 5. November 1826 in Meschede)
4. Gottfried Heinrich Emil Buff (* 17. November 1826 in Meschede), Bergrat in Deutz
5. Heinrich Ludwig Buff (* 23. August 1828 in Siegen; † 2. Dezember 1872 in Prag), Hochschullehrer und Chemiker
6. Clemens Carl Friedrich Buff (* 6. Januar 1831 in Siegen)
7. Caroline Emilie Buff (* 19. Juni 1834 in Siegen)

## Werke
- Kurze Beschreibung des Herzogthums Westphalen in geognostischer berg-, und hüttenmännischer Hinsicht, Eslohe 1816[14]
- Lagerungsverhältnisse und Geschichte des Stadtberger Kupferschieferwerks, 1819[15]
- Ueber das Kupferschiefergebirge im Herzogthum Westphalen in: Johann Jacob Nöggerath (Hrsg.), Das Gebirge in Rheinland-Westphalen nach mineralogischem und chemischen Bezuge, Band 2, Bonn 1823, Seite 152–168
- Merkwürdiges Zusammen-Vorkommen eines Konglomerat- und eines Eisenstein-Ganges im Grauwacken-Gebirge des Herzogthums Westphalen in: Johann Jacob Nöggerath (Hrsg.), Das Gebirge in Rheinland-Westphalen nach mineralogischem und chemischen Bezuge, Band 2, Bonn 1823, Seite 169–171
- Geognostische Bemerkungen über das Kreidegebirge in der Grafschaft Mark und im Herzogthume Westphalen und über dessen Soolenführung in: Johann Jacob Nöggerath (Hrsg.), Das Gebirge in Rheinland-Westphalen nach mineralogischem und chemischen Bezuge, Band 3, Bonn 1824, Seite 42–58
- Geognostische Bemerkungen über das Vorkommen der Spiesglanzerze auf der Grube Caspari bei Wintrop und auf der Grube Unverhofft Glück bei Nuttlar im ehemaligen Herzogthum Westphalen in:  Archiv für Bergbau und Hüttenwesen, Band 16, Berlin 1827, Seite 54–60
- Bemerkungen über das Vorhandensein eines Steinsalzlagers in Westphalen in:  Archiv für Bergbau und Hüttenwesen, Band 17, Berlin 1828, Seite 97
- Ueber Gangbildungen welche eine lagerartige Entstehung zu haben scheinen in: Archiv für Mineralogie, Geognosie, Bergbau und Hüttenkunde, Band 6, Berlin 1833, Seite 439